# Kurtna Särgjärv
Kurtna Särgjärv (est. Särgjärv (Kurtna Särgjärv)) – jezioro w gminie Illuka, w prowincji Virumaa Wschodnia, w Estonii. Położone jest na terenie obszaru chronionego krajobrazu Kurtna (est. Kurtna maastikukaitseala). Ma powierzchnię 2,4 hektara, linię brzegową o długości 745 m, długość 340 m i szerokość 110 m. Jest jednym z 42 jezior wchodzących w skład pojezierza Kurtna (est. Kurtna järvestik). Sąsiaduje z jeziorami Kurtna Mustjärv, Kurtna Suurjärv, Kurtna Nõmme, Räätsma, Martiskajärv, Kuradijärv, Peen-Kirjakjärv, Kurtna Ahvenjärv, Kurtna Haugjärv.